# Vincentio Saviolo
(en cours de rédaction 12/9/2017)
Vincentio Saviolo (?-1598/99) est un maître d'armes italien ainsi qu'un homme d'armes du XVIe siècle qui a terminé sa vie à Londres où il a publié un traité d'escrime, Vincentio Saviolo: His Practice in Two Bookes en 1595.

## Biographie
Vincentio Saviolo est un homme dont on sait peu de choses sur le début de sa vie, hormis quelques références qu'il fait lui-même dans son ouvrage His Practice. 
On trouve une mention de Saviolo dans un recensement de 1593 à Londres,  mentionnant qu'il était arrivé en Angleterre six ans auparavant, et qu'il est né à Venise, ayant alors une servante et un domestique anglais mais n'ayant pas d'employés.

On a d'autres détails sur Saviolo par John Florio dans un guide de conversation publié en 1591, Second Frutes (chapitre 7). Cette référence donne une indication du lieu où Saviolo résidait, ainsi que sa ville d'origine, Padoue, alors sous domination de Venise ; elle mentionne également que Saviolo était doué à la danse. En effet, Florio écrivait dans les termes suivants :

« G.  Mais pour revenir de nouveau à notre propos, de qui apprenez-vous à jouer de vos armes ?
E. De maître V.S.
G. Qui, cet italien qui ressemble à Mars en personne ?
E. Celui-là même.
G. Où habite-t-il?
E. Dans la petite rue, où se trouve le puits.
G. Hélas, le chemin est encore long jusque-là bas.
E. Pardonnez-moi, monsieur, cela est très près au contraire.
G. Sous quelle enseigne est-il établi ?
E. A l'enseigne du Lion Rouge.
[...]
G. Où en Italie est-il né ?
E. Je le tiens pour être de Padoue.
[...]
E. De plus il est bon danseur, il danse très bien, aussi bien les gaillardes que les pavanes, il tourne avec agilité et fait de superbes gambades. »

— Les Seconds Fruits de John Florio, chapitre 7, page 117
On trouve bien mention d'une famille Saviolo/Saviola/Saviolla dans la région de Padoue, de la petite noblesse, ayant le droit d'avoir des armoiries.
Saviolo indique dans son traité His Practice le nom d'un maître d'armes, en réalité le seul même qu'il nomme : Maestro Angelo d'Alezza, qui enseignait à Padoue. C'est peut-être chez lui que Saviolo a appris son art durant sa jeunesse. Puis Saviolo a mené une vie d'aventures en tant que soldat, racontant dans son ouvrage de nombreuses anecdotes datant de la Quatrième Guerre vénéto-ottomane, notamment la bataille de Lépante à laquelle Saviolo a participé. À titre anecdotique, notons que l'auteur espagnol Miguel de Cervantes a perdu l'usage de sa main gauche dans la même bataille, puisque les états italiens et les espagnols étaient alliés au sein de la Sainte Ligue ; mais rien n'indique que Cervantes et Saviolo se sont rencontrés.

## Le traité
Le traité de Saviolo, dont le titre exact est His Practice in Two Bookes, the first intreating of the use of the Rapier and Dagger, the second, of Honor and honorable Quarrels, a été publié en 1595. Le livre a peut-être traduit de l'italien par John Florio. L'ouvrage est dédié à Robert Dudley, membre du conseil privé de la reine Élisabeth Ire. L'ouvrage se compose de deux parties, la première dédiée au maniement des armes (rapière seule, et rapière accompagnée de la dague), et le second est un code régissant le duel, qui a une grande parenté avec un ouvrage antérieur, Il Duello, de Girolamo Muzio.
L'ouvrage semble avoir eu une certaine renommée à l'époque. On retrouve une référence à Saviolo dans diverses pièces de théâtre de l'époque. Par exemple, William Shakespeare fait une parodie de Saviolo dans Comme il vous plaira (1599, acte V sc. v) où deux personnages, Jacques et Pierre de Touche discutent sur les causes possibles d'un duel, en enumérant de plus en plus de détails sur les causes pouvant provoquer un tel duel, en reprenant exactement la typologie de Saviolo dans la seconde partie de son ouvrage, mais en donnant des exemples comiques. On trouve également des références à Saviolo dans Roméo et Juliette, avec des références explicites aux techniques enseignées par Saviolo comme le passado, punto reverse et la stoccata. On trouve également une mention de Saviolo dans The Scourge of Villainy, iii. 1 1. 54 de John Marston (1598).